# Hôtel de Coulanges
El hôtel de Coulanges es un hôtel particulier en la rue des Francs-Bourgeois, en el distrito de Marais, 4 distrito de París, Francia. Construido para Jean-Baptiste Scarron entre 1627 y 1634, perteneció a la familia Coulanges de 1640 a 1662. La figura más conocida de esta familia, Marie de Rabutin-Chantal, la futura Madame de Sévigné, vivió allí durante algunos años, hasta su matrimonio.
Esta residencia no debe confundirse con el hotel Coulanges, construido en 1607 no lejos de allí, en la place Royale, hoy place des Vosges.
De 1662 a 1703, se convirtió en el “petit hôtel Le Tellier”. Allí se habrían criado los hijos de Luis XI y Madame de Montespan. Fue reformado en el siglo XVIII y albergó hasta abril de 2017 la Casa de Europa en París.

## Historia

### Construcción
En 1627, Jean-Baptiste Scarron, pariente del poeta Paul Scarron), Sieur de Saint-Try, o Saintry, compró tierras allí. Entre 1627 y 1634 habría construido un edificio principal flanqueado por un ala perpendicular que bordeaba un patio estrecho. Se supone, a falta de textos precisos, que es el edificio principal que da al jardín, y el actual ala derecha.

### La familia Coulanges

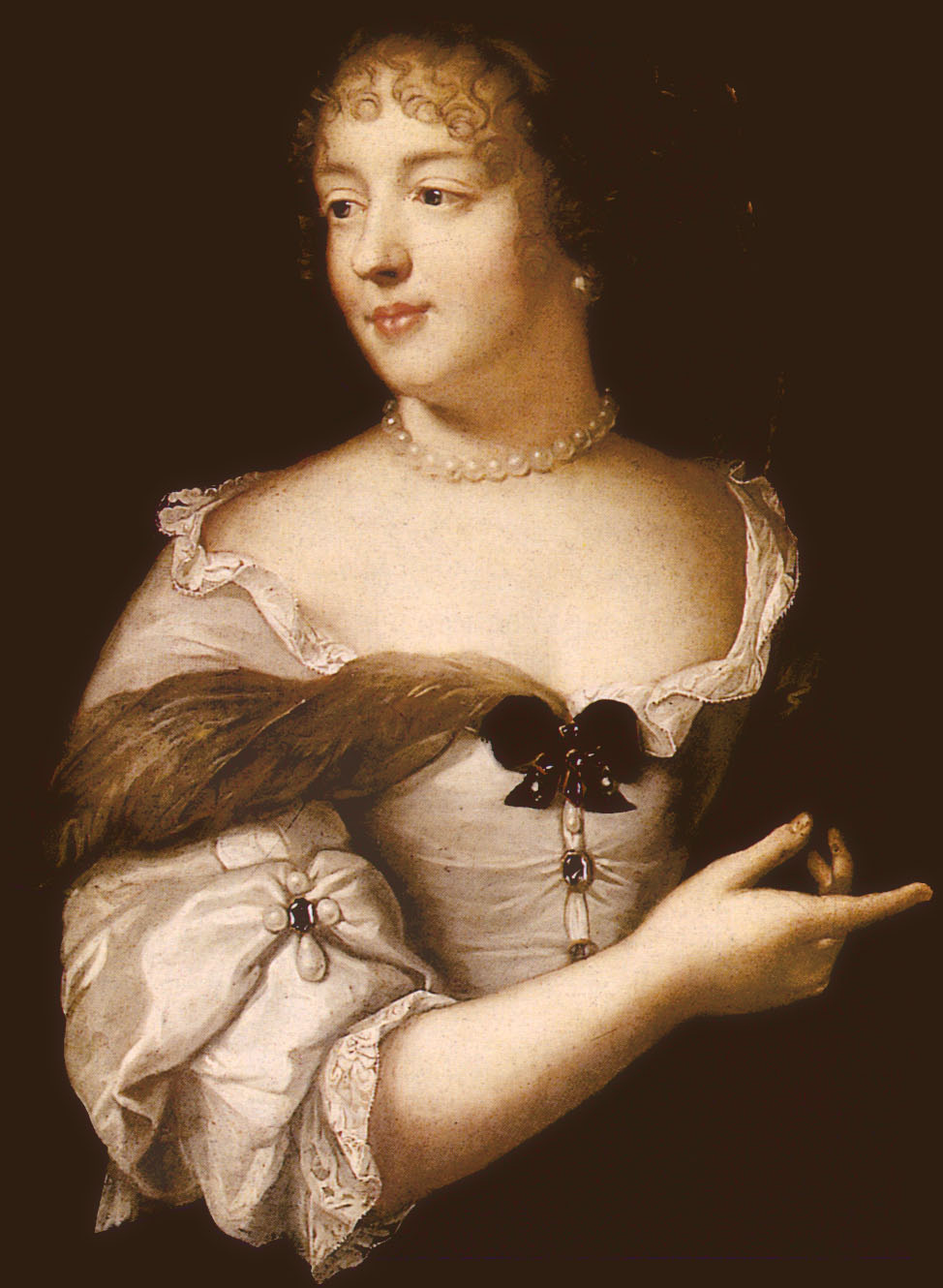
Madame de Sévigné, 1665.

A unos 500 metros, en la Place Royale, Philippe I de Coulanges hizo construir este edificio en 1607 y vivió allí desde 1609 rodeado de sus hijos, sus familias y su nieta, Marie de Rabutin-Chantal, la futura Madame de Sévigné, nacida en aquí en 1626, huérfana desde los siete años, y de la que es tutor.
Philippe murió en 1636, y su hijo, Philippe II de Coulanges, consejero del rey, maestro ordinario de la Cámara de Cuentas, se convirtió en 1637 en tutor de María, que estaba a punto de cumplir 11 años. Ese mismo año se vendió el hotel de la Place Royale. Philippe y su familia vivieron durante un tiempo en la rue Barbette, en la parroquia de Saint-Gervais, luego alquilada a Scarron.
En 1639, el Hôtel de Scarron fue embargado por los acreedores y vendido en subasta en 1640, siendo adquirido por su inquilino, Philippe de Coulanges, y, por lo tanto, Marie permaneció aquí hasta su matrimonio en 1644.
Cuando Philippe de Coulanges murió en 1659, su hijo Philippe-Emmanuel lo heredó. Este habría emprendido importantes obras de renovación al año siguiente. Habría rehabilitado el antiguo ala derecha, alargado el edificio principal, demolido el ala izquierda para reconstruirlo más al este (ampliando así el patio principal), y embellecido estas dos alas con arcadas decoradas con mascarones.
Philippe-Emmanuel de Coulanges es el marido de Marie-Angélique du Gué, sobrina de Michel Le Tellier. El Canciller era dueño del gran hotel vecino, demolido en 1912, en los números 39-43 de la Rue, pero no había suficiente espacio para acomodar a sus numerosos sirvientes y su confidente, Jean Darbon.

### El “pequeño hotel Le Tellier”
En 1662, compró a su sobrino el Hôtel de Coulanges, que se convirtió en el “petit hôtel Le Tellier”. Darbon vivió allí hasta su muerte en 1678. Según las Memorias del Marqués de Sourches, Madame Darbon crio allí, sin el conocimiento de Le Tellier, a seis de los hijos de Luis XIV y Madame de Montespan. Le Tellier murió en 1685. Legó los dos hoteles al segundo de sus hijos, Charles Maurice, arzobispo de Reims. Vive en el gran hotel. Alquiló el pequeño al granjero general Edme Beaugier, quien se convirtió en su propietario en 1703.

### SigloXVIII

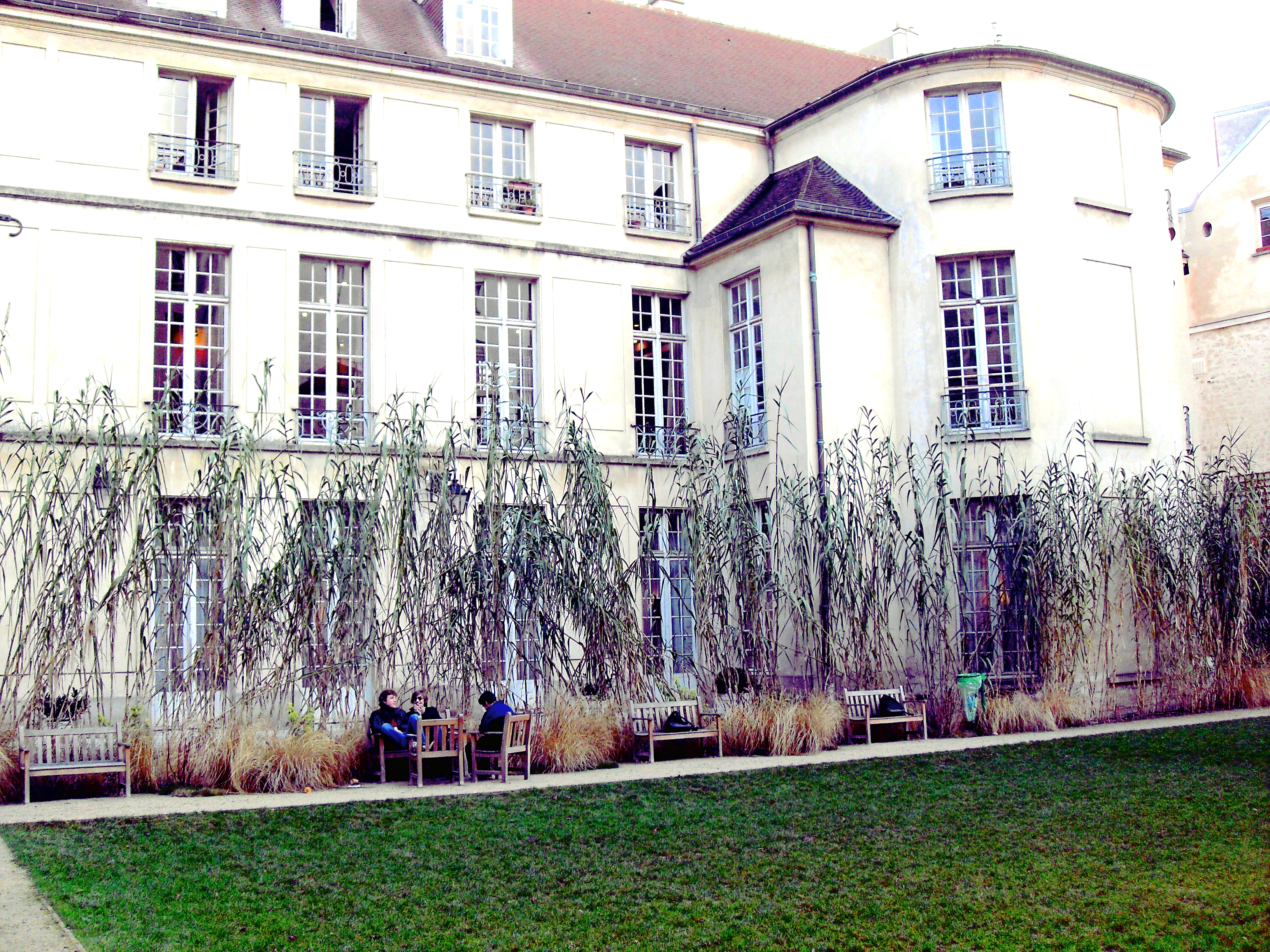
La fachada del jardín. A la derecha, el pabellón de la rotonda del presidente de Bonneuil.

En 1707, Beaugier demolió el edificio que daba a la calle, lo sustituyó por un muro perforado por una puerta y construyó, sobre una nueva alineación, un nuevo edificio de la forma actual.
De propietario en propietario, pasó en 1748 a André Charles Louis Chabenat, señor de Bonneuil, presidente del Parlamento. Éste compró la casita du 37, se quedó encajada en su propiedad. 1768, compró el hotel en 14-16 rue des Rosiers, para ampliar su jardín. Entre 1769 y 1770, construyó para su esposa, adosado a la fachada posterior, un pabellón rotonda que dominaba este jardín. Para armonizar el conjunto, construyó el ático sobre el primer piso del cuerpo central.
1775, lo vende a Durand-Pierre Puy de Vérine, maestro ordinario de cuentas y mantiene el hotel en la rue des Rosiers para él solo. Puy de Vérine levantó un muro divisorio entre los dos jardines. El fue último propietario bajo el Antiguo Régimen. En 1794, ciego y anciano, subió con su mujer en la última carreta del Terror.

### Restauración
Sufrió, en el siglo XIX muchas degradaciones. En 1961, un proyecto inmobiliario preveía su derribo, perolos vecinos del barrio se movilizaron y fue protegido. En 1972, la Ciudad de París lo compró y en 1975, se emprendió una restauración que término en 1978. Desde ese año, el Hôtel de Coulanges acogió la Maison de l'Europe de Paris hasta abril de 2017, así como las oficinas del Departamento de Asuntos Culturales de la Ciudad de París, desde 2019 alberga un espacio dedicado a la moda y el diseño.

## Arquitectura
El portal de 1707 tiene una decoración rococó, dos ménsulas sostienen la cornisa y hay un mascarón, colocado en la clave, representa a un hombre barbudo del lado de la calle y una mujer del lado del patio. 

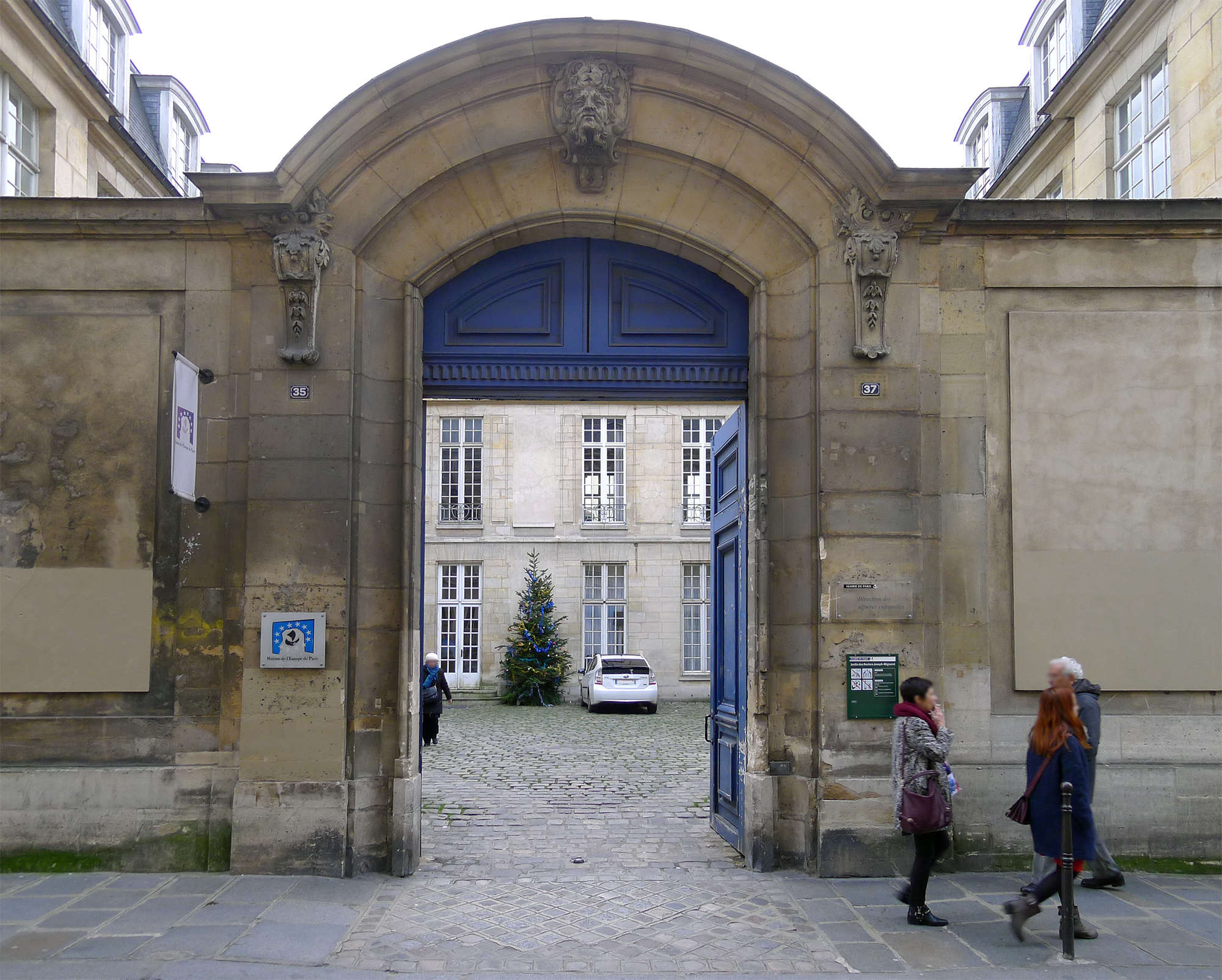
La entrada vista desde la calle.
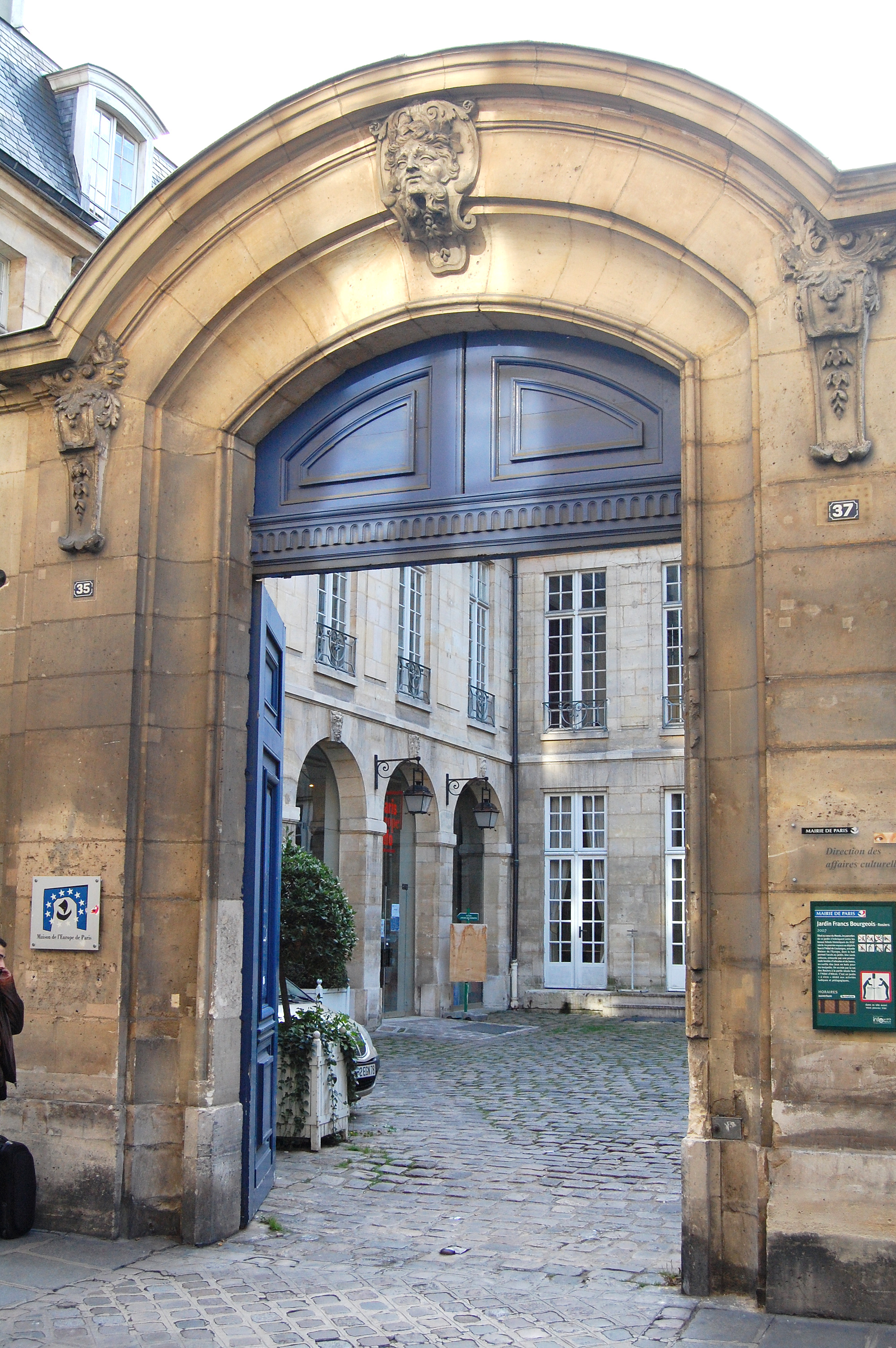
El portal ( 1707 ).
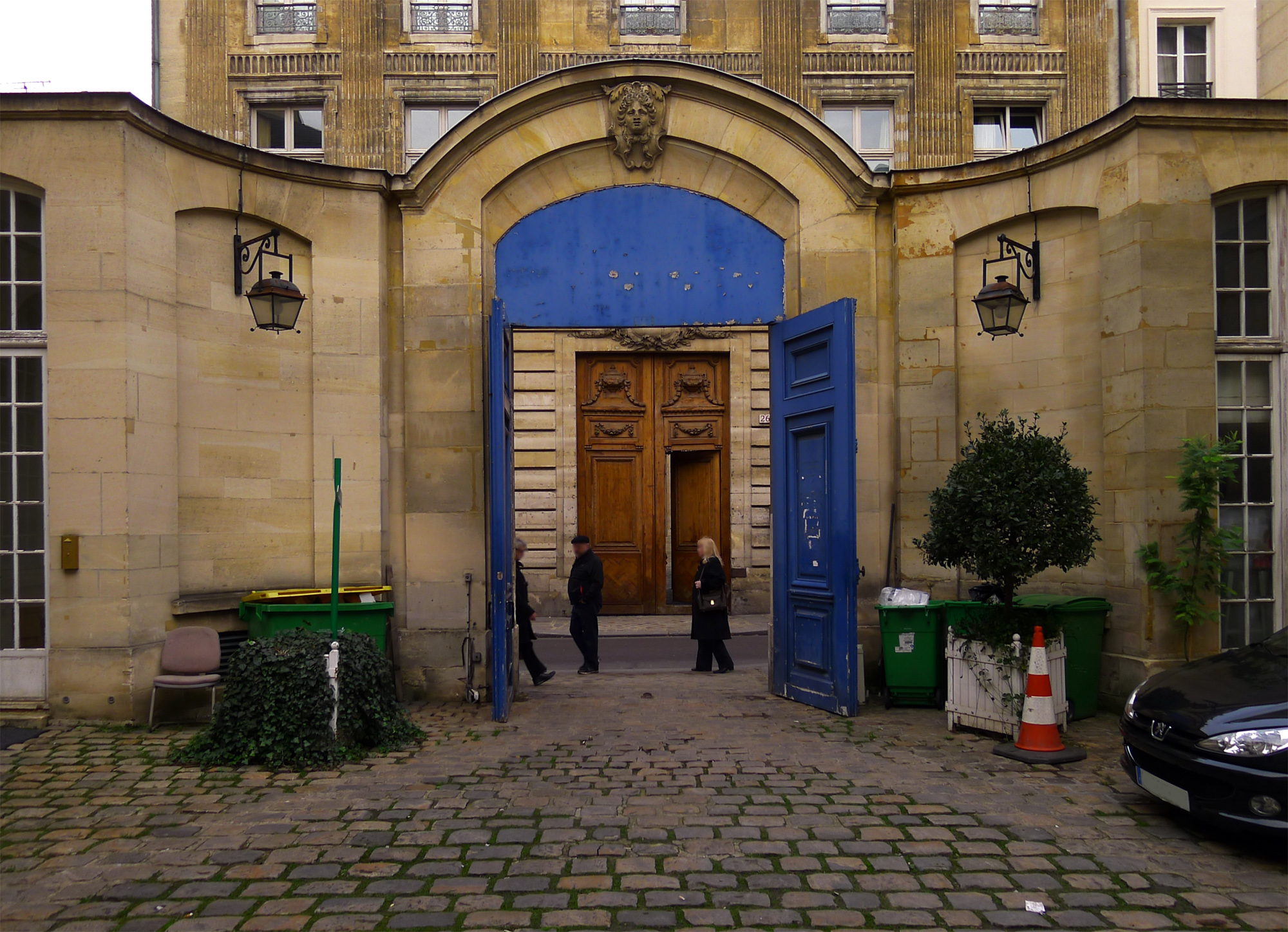
La entrada vista desde el interior.

La casa está construida en piedra labrada. Las ventanas de arriba tienen alféizares de hierro Louis XIV. Este primer piso está coronado por un ático. La fachada de cada una de las alas que enmarcan el patio principal está salpicada por cinco arcadas. En la clave de cada arcada se coloca un mascarón. En el lado del jardín, el edificio principal está flanqueado por un pabellón rotonda.
En el interior, en el lado izquierdo, se encuentra una escalera de servicio del siglo XVII. Algunas habitaciones de la planta superior tienen una cornisa del siglo XVIII, una puerta de dos hojas y un suelo de parquet Versailles.

### Protección
Figura en el inventario adicional de Monumentos Históricos desde 1926 para algunos de sus edificios. Después de la campaña de protesta de 1961, fue nuevamente registrado por decreto, en octubre de 1961, para todos los edificios.

## Jardín de las Rosas-Joseph-Migneret
El Jardín des Rosiers-Joseph-Migneret se encuentra entre la rue des Francs-Bourgeois y la rue des Rosiers. Reúne los jardines de tres mansiones privadas : el Hôtel de Coulanges, el Hôtel Barbes y el Hôtel d'Albret. La entrada está en 10 rue des Rosiers. Hasta 2018, también se accedía por el patio del Hôtel de Coulanges.